# Аброкома Будіна
Аброкома Будіна (Abrocoma budini) — вид ссавців роду аброкома ряду гризуни. Цей вид відомий тільки від однієї місцевості: Otro Cerro, в провінції Катамарка, Аргентина на висоті 3000 м над рівнем моря.

## Зовнішній вигляд
Спина — однорідна коричнево-сіра, злегка темніша, ніж боки. Живіт — сірувато-тьмяно-коричневий. Передні й задні ноги покриті білуватим волоссям. Хвіст — від темного тьмяно-коричневого до сіруватого вгорі і сіруватого з білизною або білуватого знизу. З усіх видів роду Abrocoma budini має найтемнішу спину і як Abrocoma famatina цей вид має тьмяно-коричневий горловий клапоть. Розмір великий; повна довжина > 320 мм довжина голови і тіла > 197 мм, довжина хвоста > 130 мм, і довжина задньої ноги > 29.5 мм. Скупні виміри для повної довжини, довжина голови і тіла (за винятком. Abrocoma vaccarum), довжини хвоста, і довжини задньої ноги значно більші ніж для інших видів роду. Живуть серед каміння, в ущелинах.